# شهرستان الیگودرز
شهرستان الیگودرز یکی از شهرستان‌های استان لرستان ایران است. مرکز این شهرستان، شهر الیگودرز است.
الیگودرز مادر اشترانکوه و سرزمین آبشار‌ها لقب دارد و بزرگ‌ترین دشت لاله‌های واژگون دنیا در این شهرستان واقع شده است.

## مردم
مردم الیگودرز لر هستند از شاخه بختیاری اغلب به گویش لری بختیاری صحبت می‌کنند.

### محوطه‌های تاریخی الیگودرز

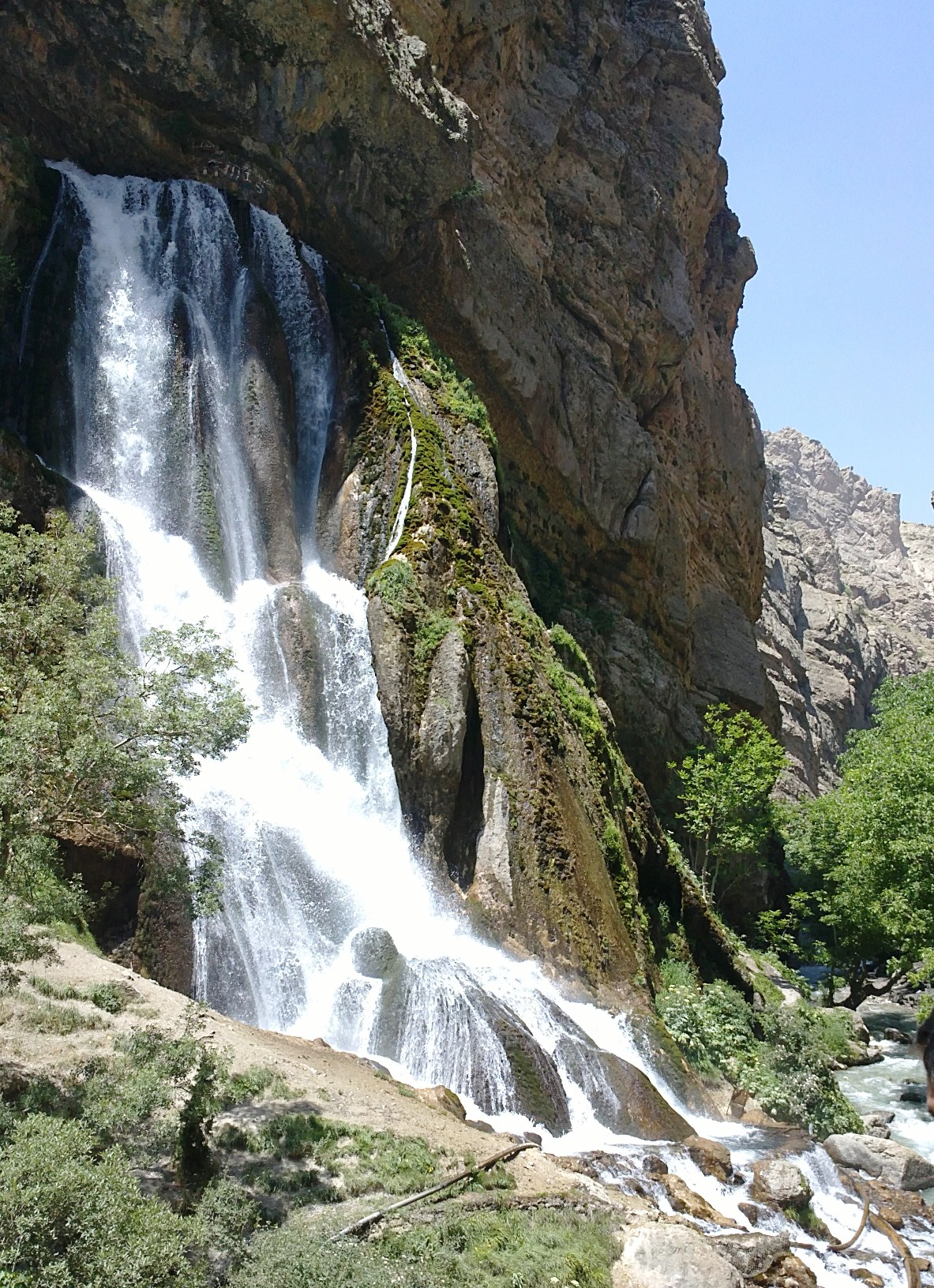
آبشار آب سفید

## صنایع

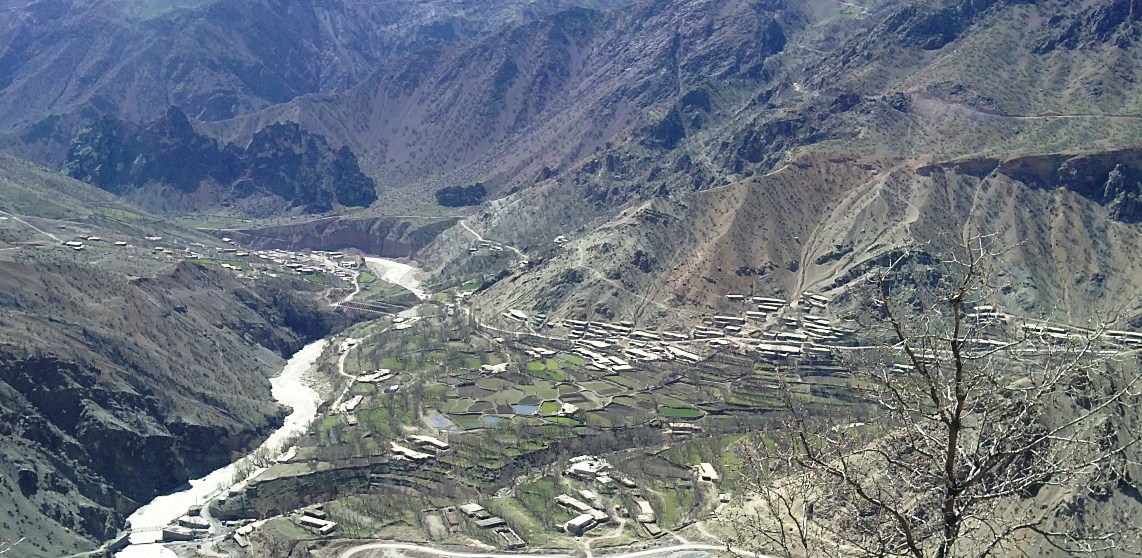
شالیزارهای بزنوید

## سدهای الیگودرز

سد خان‌آباد، شهرستان الیگودرز